# Сладково (Ілецький район)
Сладко́во (рос. Сладково) — село у складі Ілецького району Оренбурзької області, Росія.
Стара назва — Сладков.

## Населення
Населення — 773 особи (2010; 906 у 2002).
Національний склад (станом на 2002 рік):
- росіяни — 95 %